# Möcklösundsbron
Möcklösundsbron är en vägbro över Möcklösund i Karlskrona skärgård. Bron sammanbinder ön Senoren, och via ytterligare broar Sturkö och Tjurkö, med halvön Möcklö på fastlandet. Bron invigdes 13 juni 1998 som ersättning för en äldre bro från 1939. Bron är 560 meter lång, 10,5 meter bred och har en segelfri höjd på 18 meter.